# Pier Gerlofs Donia

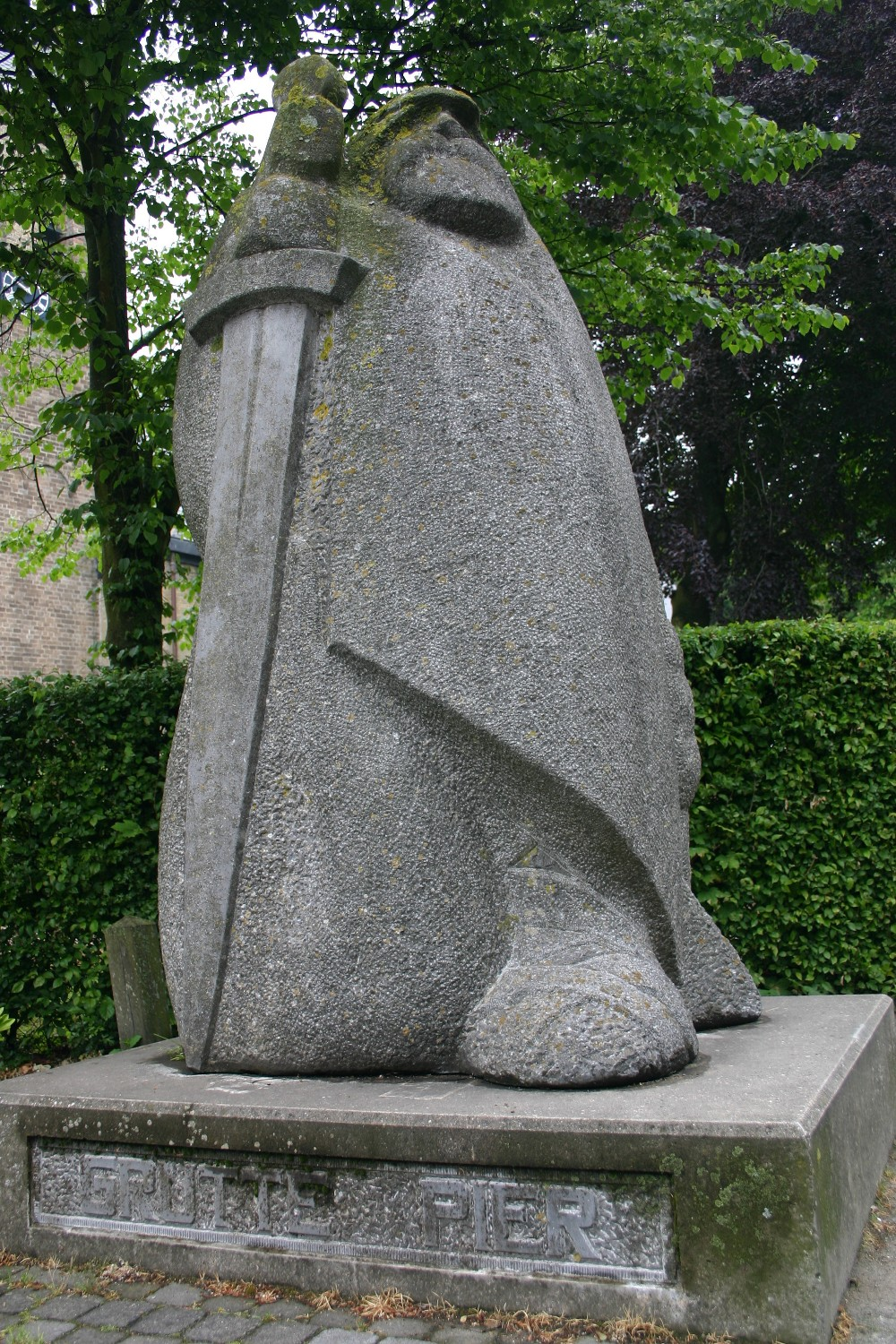
Une statue de Pier Donia à Kimswerd, Frise.

Pier Gerlofs Donia de Kimswerd (1480 ? - 28 octobre 1520) était un guerrier frison, un pirate, un rebelle et un héros populaire. Il est plus connu sous les noms frison Grutte Pier, néerlandais Grote Pier ou Lange Pier, ou encore latin Pierius Magnus. Ces surnoms font référence à sa grande taille et sa force physique exceptionnelles. Si sa vie nous est aujourd'hui connue principalement grâce à des récits légendaires, il n'y a cependant pas de doute quant à la réalité de son existence.
En se basant sur une description d'un contemporain de Pier, Petrus Thaborita, l'historien du XIXe siècle Conrad Busken Huet écrivit que, selon les annales, « [Grote Pier était] solide comme une tour, fort comme un bœuf, de teint sombre, large d'épaules et portait une longue barbe noire. Un humoriste franc de nature, qui par des circonstances infortunées fut transformé en brute affreuse. Sur le chemin de la vengeance personnelle pour la sanglante injustice qui le frappa (en 1515) avec le meurtre des siens et la destruction de sa propriété, il devint un combattant de la liberté de stature légendaire. »

## Jeunesse et famille
Grutte Pier, de son nom de naissance Pier Gerlofs Donia (ou plus simplement Pier Gerlofs), voit le jour autour de 1480 à Kimswerd (aujourd'hui, commune de Wûnseradiel), en Frise. Il fait partie d'une fratrie d'au moins quatre enfants nés de l'union de Gerloff Piers et Fokel Sybrants Bonga. Vers 1495, il épouse Rintze Syrtsema, qui lui donne deux enfants : une fille, Wobble, née aux alentours de 1500, et un fils, Gerlof, né en 1506. La sœur de Pier, Tijdt Gerlofs et son mari, Anne Pijbes, deviendraient plus tard les protecteurs des enfants de Pier. Pier et son beau-frère Anne s'associent pour cultiver les terres du domaine de Meylsmastate à Kimswerd. Pier est le descendant direct du puissant chef frison Haring Harinxma (1323-1404) par la branche de Heeg, potentat de Westergo. Il est en outre le cousin au troisième degré de Jancko Douwama. Tous deux sont considérés comme des héros de la liberté frisonne.

## Raisons de son combat
Pier Gerlofs est à l'origine un simple fermier du nord de la Frise du XVIe siècle, vivant au village de Kimswerd, près de la ville de Harlingen. Son village est pillé en 1515 par les Zwarte Hoop (que l'on pourrait traduire en français par « la masse noire »), une bande de mercenaires, lors d'une guerre civile entre Schieringers et Vetkopers. Les premiers sont opposés à la domination conjointe des Bourguignons et Habsbourg sur les Pays-Bas, tandis que les seconds en sont des partisans. Durant la mise à sac de Kimswerd, on suppose que la femme de Pier Gerlfos, Rintze Syrtsema, est violée et assassinée. Pour cette raison, Gerlofs se lance dans une guérilla contre le parti des Bourguignons et s'allie avec Charles, duc de Gueldre, plus fervent opposant du duc de Bourgogne Philippe Ier de Castille (1494-1506) et de son fils après lui, Charles Quint (1515 - 1555).

## Un groupe de guerriers
La faction armée de Piers Gerlofs, connue sous le nom de Arumer Zwarte Hoop (« la masse noire d'Arum »), est un groupe de pirates principalement actifs sur mer à la fois contre leurs concitoyens Néerlandais et contre les Bourguignons. De nombreux navires anglais et néerlandais tombent entre leurs mains, principalement dans la Zuiderzee. Lors de la plus grande bataille de sa carrière, en 1515, Piers Gerlofs capture vingt-huit navires hollandais, ce qui lui vaut de se voir surnommé « la Croix des Hollandais ». Il s'autoproclame ensuite « Roi des Frisons ».
Les années suivantes, il joue un grand rôle dans plusieurs combats navals de la Zuiderzee, et il s'illustre tout particulièrement en 1517, lorsqu'il utilise ses « vaisseaux-balises » pour attaquer des navires dans la région de la côte frisonne occidentale, vers laquelle il embarque des troupes du duc de Gueldre. Il décide de s'installer sur le rivage à Medemblik. Gerlofs voue une haine farouche tant à la ville de Medemblik qu'à ses habitants, puisque quelques mois auparavant, des soldats originaires de la ville ont collaboré avec les armées hollandaises, alors sous le contrôle de Charles Quint. Le 24 juin 1517, Grutte Pier et ses Arumer Zwarte Hoop, consistant en quelque 4 000 hommes de Frise et de Gueldre, voguent pour la Frise Occidentale, doublant Enkhuizen pour débarquer à Wervershoof et enfin faire marche sur Medemblik. La ville tombe en peu de temps ; de nombreux habitants sont tués, de nombreux autres faits prisonniers. Certains sont libérés en échange de fortes rançons. Enfin, une petite partie de la population de la ville va chercher refuge au château de Medemblik. Le châtelain, Joost van Buren, réussit à garder les agresseurs en dehors des murs de l'édifice. Réalisant qu'ils ne prendraient pas le château, les Arumer Zwarte Hoop pillent la ville, puis la brûlent. La plupart des maisons étant faites de bois, toute la ville, y-compris l'église, le monastère et l'hôtel de ville, est réduite en cendres. À la suite de cette demi-victoire, Grutte Pier et ses hommes ravagent également les châteaux de Nieuwburg (Nijenburg) et Middelburg,, qu'à nouveau ils pillent et brûlent. Cette destruction marque la fin de ces puissantes constructions défensives, qui ne seront jamais rebâties.
Toujours en 1517, les Arumer Zwarte Hoop prennent la ville d'Asperen, massacrant quasiment tous les habitants. Ils utilisent ensuite les imposantes fortifications de la cité pour y abriter leur base, jusqu'à ce que le Stathouder de Hollande les en expulse.
En réponse aux attaques de Medemblik et Alkmaar et à l'insuccès du capitaine général d'Amstelland, Waterland et Gooiland à défendre les terres confiées à sa protection, les États de Hollande décident de constituer une flotte de guerre en juillet 1517. Équipée dans les ports de la Zuiderzee et payée sur le trésor de guerre du Stathouder de Hollande, la flotte est placée sous le commandement suprême d'Anthonius van den Houte, seigneur de Vleteren, qui est fait « Amiral de la Zuiderzee ». Au nom de Charles Quint, van den Houte annonce qu'il va libérer la région des pirates frisons et gueldriens. Bien que sa campagne soit originellement couronnée de quelque succès, avec la destruction de quelques vaisseaux frisons près de Bunschoten, Grutte Pier répond en capturant onze navires hollandais lors d'une bataille près des côtes de Hoorn, en 1518.
Peu de temps après, Pier défait trois-cents Hollandais à Hindeloopen.
Selon la légende, afin de faire le tri entre les vrais Frisons et les Hollandais et Germains infiltrés dans ses rangs, Grutte Pier les force à répéter ce schibboleth : « Bûter, brea en griene tsiis: wa't dat net sizze kin, is gjin oprjochte Fries » (« beurre, pain et fromage vert : qui ne peut point dire cela n'est pas un vrai Frison. »
Malgré ses succès, Grutte Pier ne peut renverser les Bourguignons et Habsbourg et se retire, désillusionné, en 1519. Il meurt paisiblement dans son lit dans la ville frisonne de Sneek, le 18 octobre 1520. Il est enterré dans la Groote Kerk ou Martinikerk, église datant du XVe siècle. Sa tombe se trouve dans la partie nord de l'édifice. À la mort de Pier, c'est son neveu Wijerd (ou Wierd, ou encore Wijard) qui prend le commandement de ses troupes.

## Une stature et une force hors du commun
En 1791, Jacobus Kok écrit qu'au-dessus du portaal, c'est-à-dire l'entrée ou porticus du nouvel hôtel de ville de Leeuwarden, sont retrouvées deux épées larges dont on dit qu'elles ont appartenu à Grutte Pier et à son neveu, Grutte Wierd. De nos jours, un espadon que l'on attribue à Grutte Pier est exposé au Fries Museum de Leeuwarden. Il mesure 2,15 m de long pour un poids de 6,6 kg. Seul un homme d'une taille et d'une force peu communes est capable d'utiliser une telle arme ; Pier était justement extrêmement fort et connu pour la facilité avec laquelle il pouvait plier une pièce de monnaie entre trois de ses doigts. Un heaume de proportions exceptionnelles, qui passe pour être celui de Grutte Pier, est conservé à l'hôtel de ville de Sneek. On raconte qu'il mesurait sept pieds de haut.

## Grutte Pierdans la culture populaire
Les histoires circulant à propos de Grutte Pier se sont transformées en légendes, et elles partagent plusieurs thèmes avec les histoires d'autres hommes de force exceptionnelle de la littérature héroïque germanique. Par exemple, il existe une légende selon laquelle il aurait tiré lui-même la charrue pour cultiver ses terres, plutôt que d'utiliser des chevaux, et une autre disant qu'il aurait soulevé sa charrue d'une seule main pour indiquer sa maison aux hommes venus l'assassiner, pour ensuite les tuer tous d'un seul geste.
Au nombre des autres histoires fabuleuses circulant à propose de Grutte Pier, il en est une encore qui dit qu'il était capable de soulever un cheval au-dessus de sa tête pendant plusieurs secondes. Le texte qui suit est dû à Fiveval, un Frison qui raconta également la légende selon laquelle Pier aurait tué d'un coup les cinq hommes envoyés le tuer :
Greate Pier wie in hiele sterke keardel. Op in kear wied er us oan 't ploeijen. Hy hie 't hynder foar de ploege spand. 't Wie noch in âlderwetske ploege mei in houten balke. Doe kom der in fremde man op him ta en dy frege: « Wite jo hwer't greate Pier wennet? » Doe sloech Pier it hynder foar de ploege wei. En hy naem de ploege yn 'e rjochterhân en tilde him in ein fan 'e groun en doe wiisde er mei de ploege op in hûs. En hy sei: « Sjoch, dêr wennet er. » Mei de oare fûst sloech er himsels op it boarst en sei: « En hjir stiet er ».
Grutte Pier était un homme d'une force extraordinaire. Un jour, il était occupé à labourer. Il avait attaché son cheval à la charrue. C'était une vieille charrue avec un soc de bois. Alors un étranger s'approcha et lui demanda : « Sais-tu où vit Grutte Pier ? » Alors Grutte Pier détacha la charrue de son cheval, la leva du sol, puis pointa, avec la charrue, en direction de sa maison et dit : « Regarde, il vit là-bas. » De son autre main, il se frappa la poitrine et ajouta : « Et il se tient ici. »
Dans les années 1970, dans la série télévisée néerlandaise Floris, Pier Donia est un personnage central, joué par l'acteur Hans Boskamp. À l'époque de la première diffusion, il fut l'un des personnages les plus populaires, bien qu'il fût un ennemi farouche du héros. Il était particulièrement apprécié des enfants qui regardaient la série. Il permit au personnage de Grutte Pier de faire son retour dans la culture populaire du pays, et aux enfants d'en apprendre plus sur lui, bien que d'une manière historiquement incorrecte. Dans le remake allemand de la série, Grutte Pier s'est vu à nouveau offrir un rôle d'importance, bien qu'il fût moins populaire que son homologue néerlandais.